# Borchia (automobile)

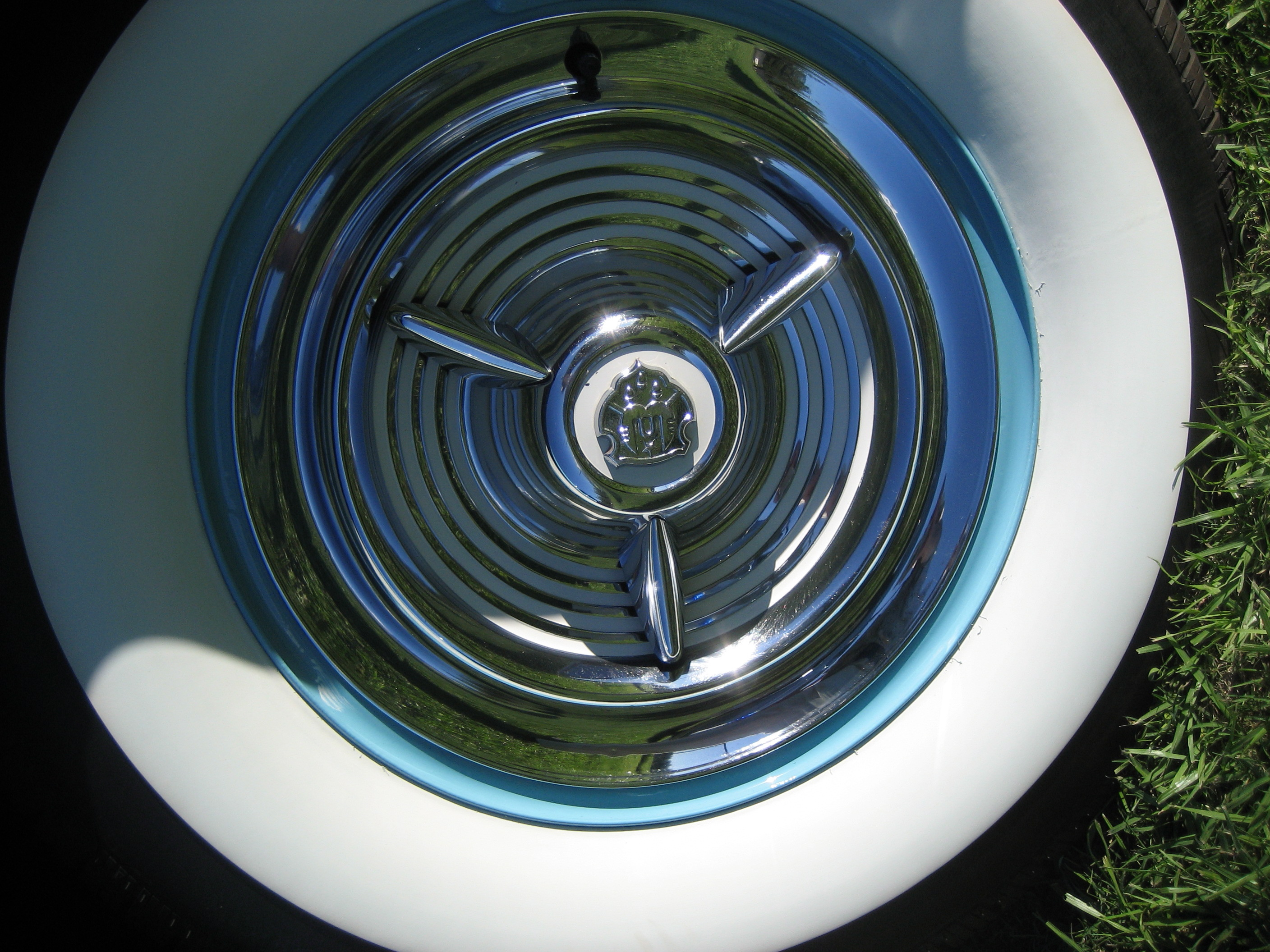
Borchia monopezzo in metallo su una ruota automobilistica

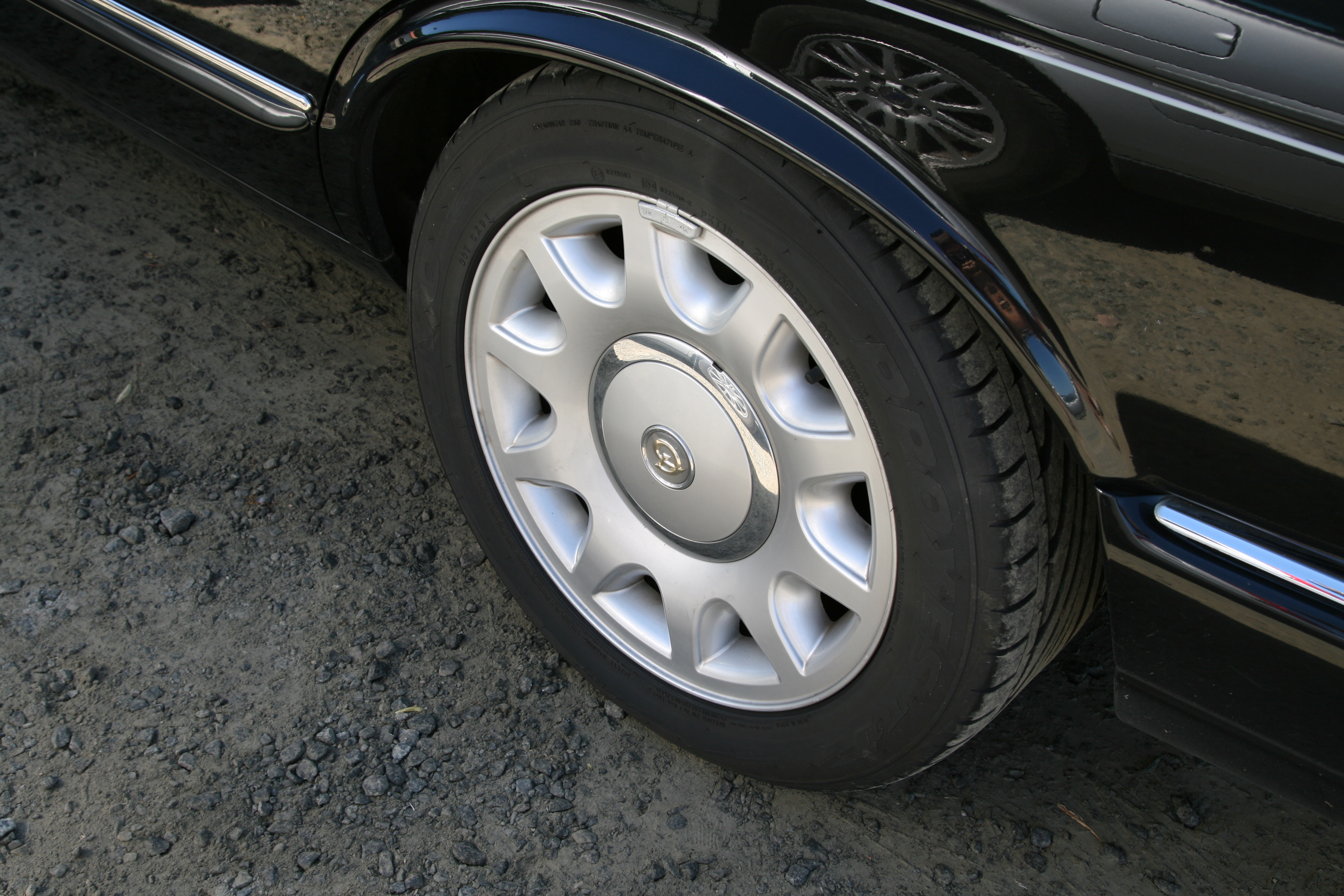
Copribulloni su una ruota automobilistica in lega leggera

La borchia o coppa ruota è un elemento decorativo e protettivo del cerchione stampato automobilistico e di altri mezzi di trasporto con 3 o più ruote, usato principalmente per la copertura di cerchi di acciaio, modificato in semplice copribulloni centrale quando applicato ai cerchi in lega, mentre su quasi la totalità dei cerchi automobilistici è presente il coprimozzo, che si trova al centro del cerchione.

## Funzione
Hanno come compito quello di:

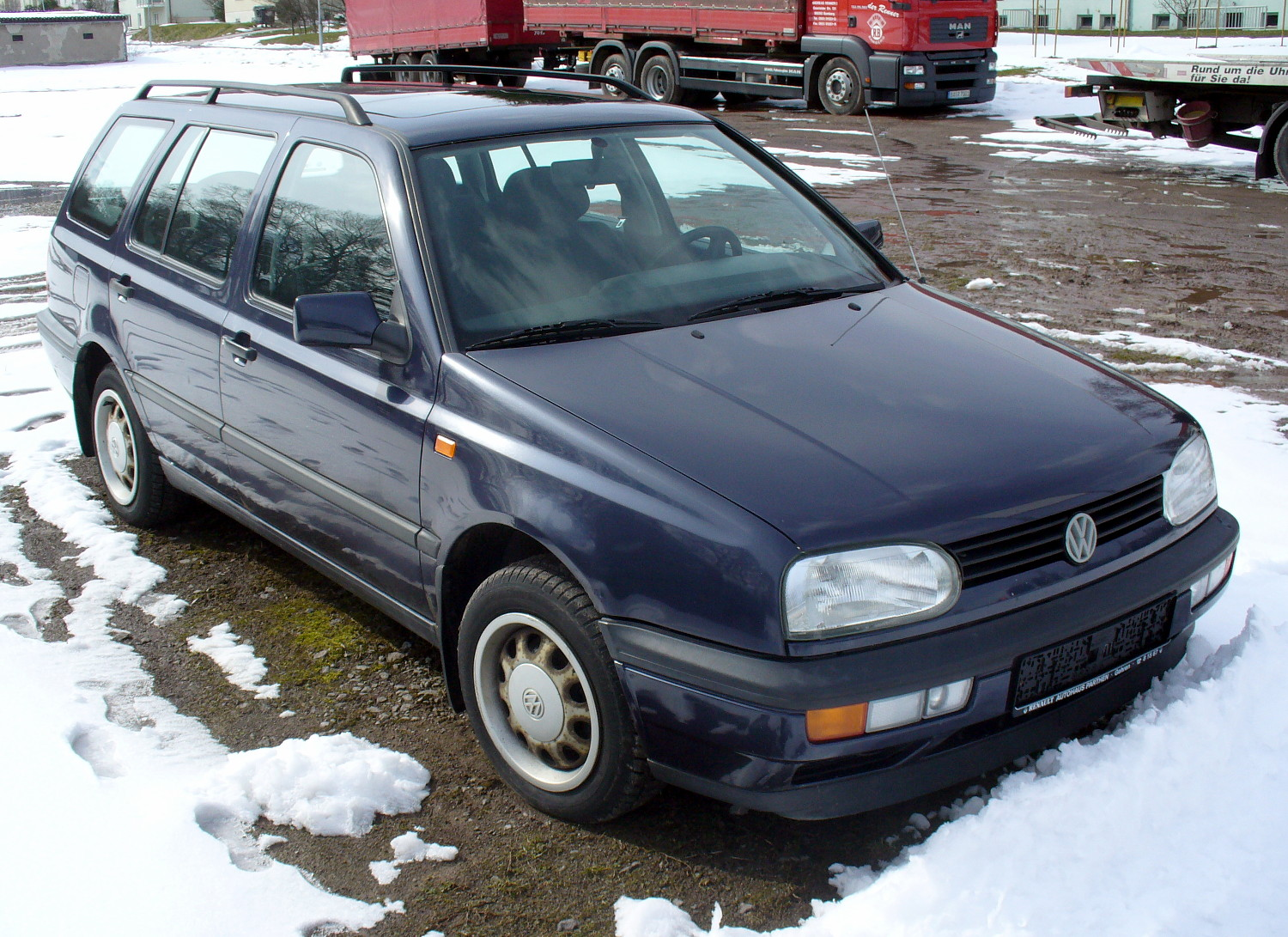
auto con borchie bielemento su cerchioni in acciaio

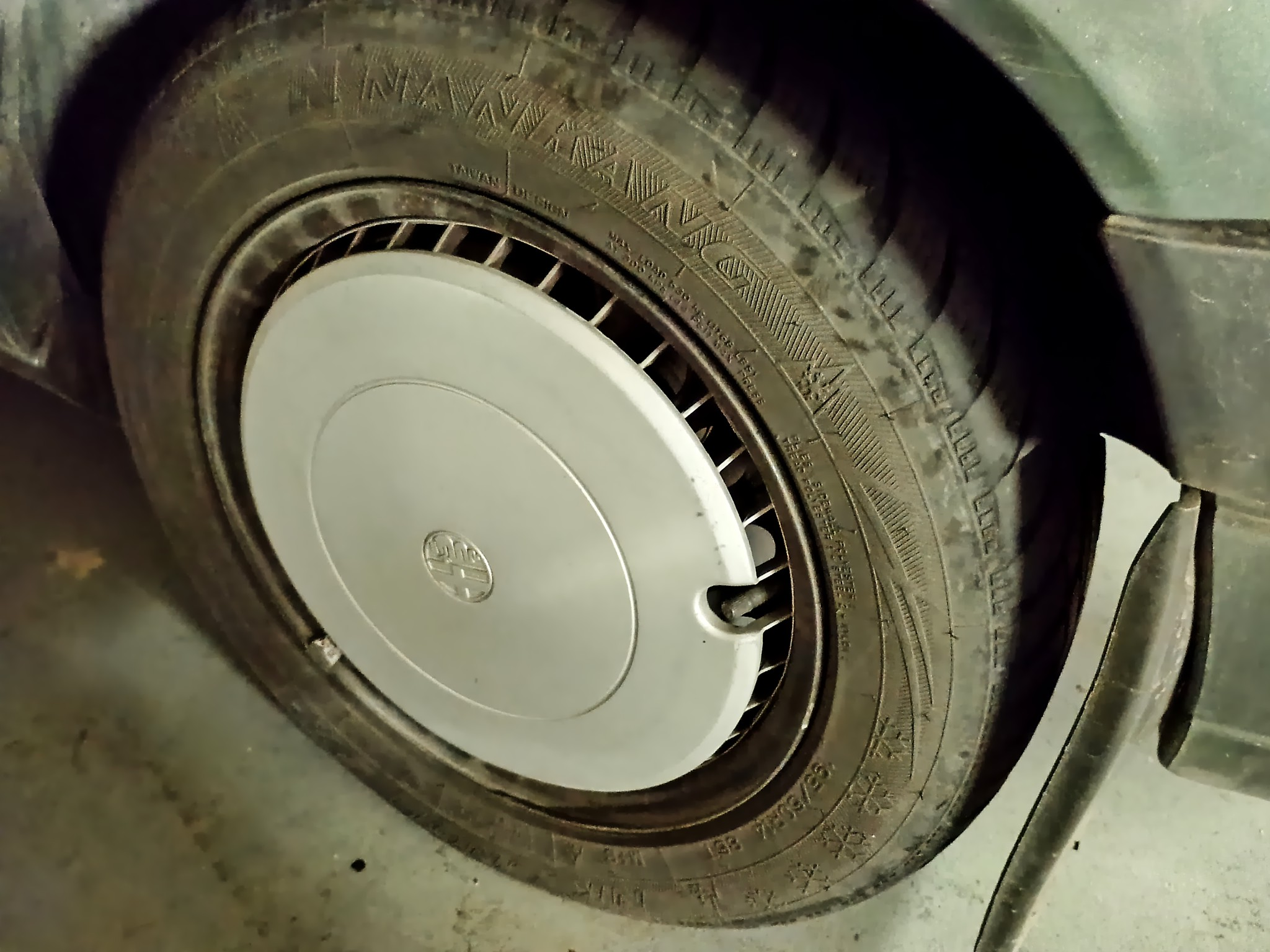
Borchia aerodinamica del tipo turbofan

- Protezione, evitano la rovina del cerchio in caso di urto con il marciapiede nelle manovre di parcheggio ed evitano l'imbrattamento dovuto alla polvere nera generata dal consumo delle pastiglie dei freni
- Decorativo, rendono il cerchione più aggraziato alla vista, nascondendo i bulloni di fissaggio e i pesi d'equilibratura
- Aerodinamica, con la sua forma può migliorare l'aerodinamica, permettendo la riduzione delle turbolenze generate dalle forme del cerchione[1]
- Raffreddamento, la borchia può influire sul raffreddamento dell'impianto frenante, generalmente non lo favoriscono in quanto aggiungono una copertura del cerchio, ma esistono anche soluzioni che favoriscono la funzione di raffreddamento, come nel caso del Rally con il "turbofan wheels" una borchia con una girante a struttura radiale, che grazie alla rotazione della ruota permette una maggiore estrazione dell'aria, con una forma esterna che lasciava qualche centimetro dal cerchione per far lavorare la girante, mentre la parte più centrale poteva essere piatta per migliorare l'aerodinamica e con giusto un piccolo canale al centro per avvitare la ruota[2]

## Materiali
La borchia può essere realizzata in vari materiali:
- Acciaio, di solito cromato, in uso fino agli anni '70
- Plastica, le borchie attuali sono in questo materiale

## Struttura
La borchia può essere:

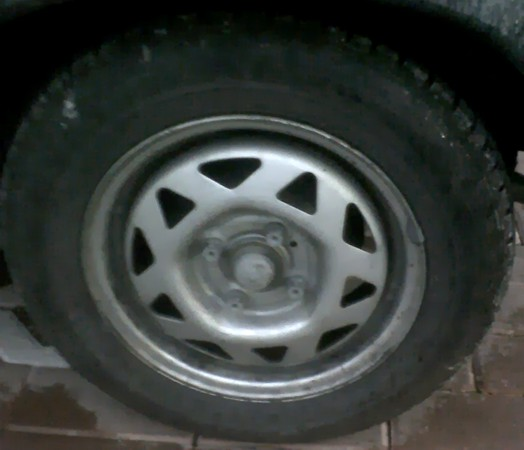
Cerchione in acciaio che non richiede la borchia, ma è invece visibile il coprimozzo

- Monoelemento: caratterizzata da un solo pezzo che copre l'intero cerchio o nel caso sia un copribulloni, solo la zona con i bulloni d'ancoraggio
- Bielemento: caratterizzata da due elementi, uno che copre il girobulloni ed il mozzo e il secondo un cerchio che copre la sede e gli eventuali pesi d'equilibratura

## Tipologia
Possono essere realizzate in modo da essere
- Fisse: le classiche borchie di serie sono di questo tipo e ruotano solidali alla ruota
- Ruotanti: le borchie più recenti possono essere un accessorio di questo tipo, dove sono connesse al cerchio tramite un cuscinetto, in modo che queste una volta messe in rotazione dall'aria spostata con la rotazione delle ruote, continuino a girare quando il mezzo si arresta